# Tempio di Atena (Paestum)
Il tempio di Atena o tempio di Cerere (circa 500 a.C.) è un tempio greco che si trova a Paestum, nel comune di Capaccio Paestum in provincia di Salerno, costruito nel Santuario settentrionale, in posizione diametralmente opposta rispetto al Santuario meridionale, dove si ergono il tempio di Nettuno e la Basilica

## Caratteristiche

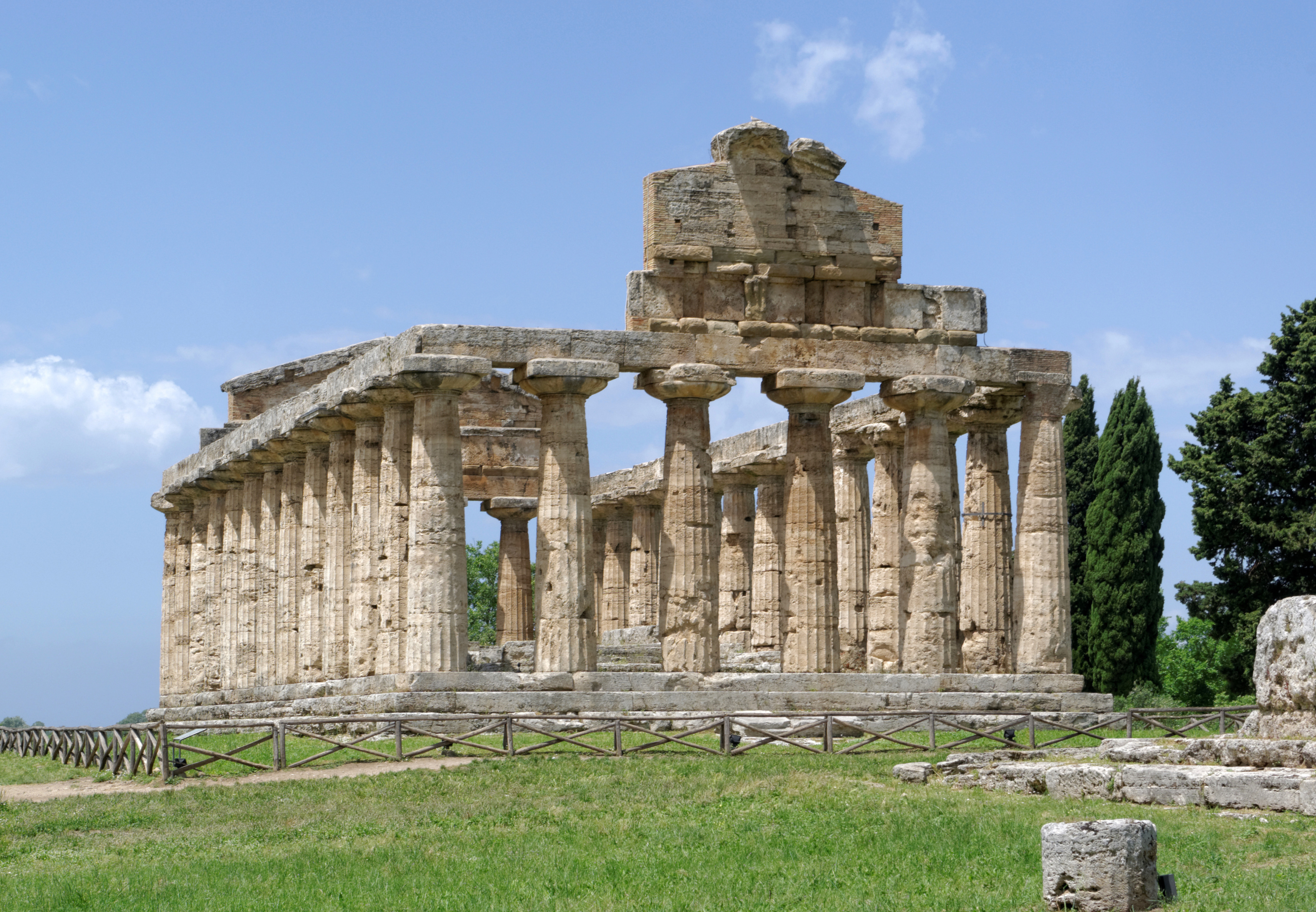
Il tempio di Atena a Paestum

Realizzato su un rilievo artificiale del terreno, sul precedente santuario distrutto probabilmente da un incendio, presenta in facciata un frontone e un fregio dorico, ornato da metope incassate nell'arenaria, su colonne doriche lievemente slanciate. La struttura è più semplice di quella dei due templi dedicati ad Era (detti "tempio di Nettuno" e "Basilica"): presenta il pronao e la cella ma è privo di adyton, ovvero la camera del tesoro sul retro della cella.
Concepito seguendo un innovativo schema di proporzioni equilibrate, che si traducono nel rapporto di 6 colonne frontali e 13 laterali di uguale dimensione e forma, il santuario presentava una fastosa policromia.

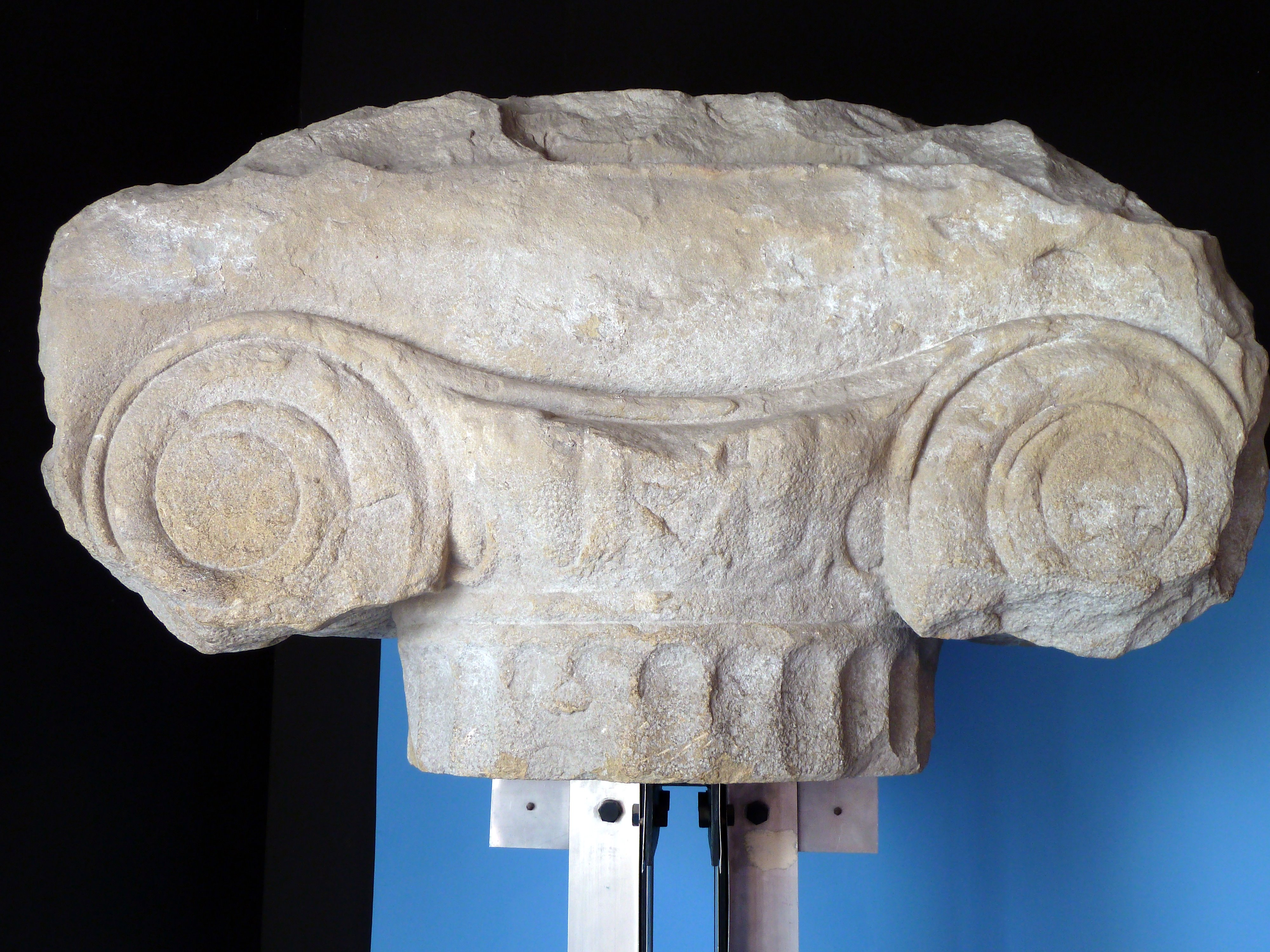
Uno dei due capitelli superstiti del pronao

L'interno dell'ampio pronao presentava sei colonne in stile ionico, di cui quattro frontali e due laterali, delle quali restano soltanto le basi e due capitelli; questi ultimi, come nel caso della "Basilica", nascono da un collarino ornato. Sembra essere il primo esempio della presenza dei due ordini, dorico e ionico, nello stesso edificio, non solo nel colonnato ma anche nella trabeazione e nel coronamento del tempio.
Della profonda cella destinata ad accogliere la statua della dea non rimane quasi più nulla: è visibile solo il pavimento sopraelevato di circa 1 metro e le tracce di scale laterali che portavano probabilmente al tetto.
Durante lo scavo in profondità del 1937, a cura di Amedeo Maiuri, sono venute alla luce delle terrecotte architettoniche che hanno permesso di ricostruire il tetto dell'edificio del periodo arcaico, uno dei più antichi di Poseidonia.
Tradizionalmente il tempio era stato attribuito a Cerere, ma in seguito al ritrovamento di numerose statuette in terracotta che raffigurano Atena, si propende per una dedica a questa divinità
In epoca tardo antica, intorno all'VIII secolo, la struttura venne adibita a chiesa: il santuario venne chiuso con mura fra le colonne, le pareti della cella furono abbattute, l'ambulacro a Sud fu utilizzato per le sepolture. Tali strutture vennero eliminate durante le campagne di scavo degli anni Quaranta del Novecento.